# Ernst Burger
Pour les articles homonymes, voir Burger.
Ernst Burger, né le 16 mai 1915 à Vienne et mort pendu le 30 décembre 1944 au camp de concentration d’Auschwitz, est un communiste autrichien, activement engagé dans la résistance contre le nazisme et membre dirigeant du mouvement de résistance dans le camp d’Auschwitz.

## Biographie

### Origines et formation
Ernst Burger grandit dans une famille ouvrière du quartier de Hietzing à Vienne. Il apprend le métier d'employé de bureau dans le secteur commercial, profession qu'il exerce de 1929 à 1934.

### Engagement politique
En 1926, il adhère aux Rote Falken, organisation socialiste de loisirs pour la jeunesse, dont il devient chef de groupe de 1931 à 1933, puis chef d'arrondissement de 1933 à février 1934, date d'interdiction de l'organisation. Après la guerre civile autrichienne de 1934, il rejoint la Jeunesse communiste d'Autriche illégale et est élu à sa direction en 1935. Pendant la période de l'austrofascisme, en juillet 1934, janvier 1935 et mai 1937, il est arrêté et emprisonné par la police pendant plusieurs semaines, parfois plusieurs mois et, en septembre 1937, il est condamné à deux mois de cachot par décision du tribunal de Korneubourg. D'août 1937 à février 1938, il est envoyé au camp d'internement de Wöllersdorf,.
De mai 1935 à juillet 1936, il séjourne à Moscou pour suivre des cours à l’École internationale Lénine.
Après l'Anschluss, Ernst Burger se réfugie en Suisse en mai 1938 puis à Paris. Afin d’organiser le travail du KPÖ illégal, il revient clandestinement en Autriche en novembre 1938, mais il est arrêté deux jours plus tard par la Gestapo. En décembre 1940, il est condamné par le tribunal de Vienne à deux ans et neuf mois de prison pour « préparation d'une entreprise de haute trahison » et incarcéré à la prison de Stein.

### Résistance au camp d’Auschwitz
Une fois sa peine de prison purgée, Ernst Burger n'est pas libéré mais transféré par la Gestapo au camp principal d'Auschwitz où il entre le 6 décembre 1941 et reçoit le matricule 23850. Il exerce la fonction de secrétaire du Block 4. Un déporté juif de Belgique, Jozef Blitz (matricule 66200), a témoigné après la guerre que dans sa fonction au Block 4, Burger lui avait sauvé la vie.
Un groupe de résistance autrichien se constitue en 1942, dont il est la figure centrale,. À ce groupe se joignent Hermann Langbein, Rudolf Friemel, Ludwig Vesely, Alfred Klahr, puis également Heinrich Dürmayer et Ludwig Soswinski. Début mai 1943, le groupe de résistance autrichien et le groupe de résistants polonais de gauche fusionnent pour former le Kampfgruppe Auschwitz (Groupe de combat d'Auschwitz). Ernst Burger en assume la direction politique et se charge de former des groupes politiques dans les kommandos de travail les plus importants.
L'objectif final de la résistance est d’organiser un soulèvement armé dans le camp. Cependant, il apparaît plus efficace d’agir en coordination avec les partisans polonais basés à proximité du camp. Pour les rejoindre, Ernst Burger et quatre autres de ses camarades du Groupe de combat d’Auschwitz tentent une évasion le 27 octobre 1944. Mais c'est l'échec, suivi d'une mise au cachot au Block 11, de semaines de tortures sans qu'aucun d’entre eux ne livre la moindre information.
Le 30 décembre 1944, les cinq détenus sont conduits sur la place d’appel pour y être pendus devant les 15 000 déportés rassemblés. Juste avant l'exécution, ils crient des mots d’ordre antifascistes malgré les coups qui s’abattent sur eux pour tenter de les faire taire,. Les dernières paroles d'Ernst Burger sont : « Nieder mit dem Faschismus, es lebe die Sowietunion » (À bas le fascisme, vive l'Union soviétique) et « Es lebe ein freies, unabhängiges Österreich » (Vive l'Autriche libre et indépendante).

## Hommages
Le 31 décembre 1949, une plaque commémorative est apposée sur l'immeuble du 18 Matznergasse à Vienne (14e arrondissement) où a vécu Ernst Burger.
La ville de Vienne donne en novembre 1963 le nom d'Ernst Burger à une rue du 14e arrondissement.